# SUPER TRAPP
SUPER TRAPP（スーパートラップ）は、日本のロックバンド。

## メンバー
- コータロー（ボーカル・ギター）

活動休止後は音楽プロデューサーとして活動。
2015年9月、PERIDOTSにサポートメンバーを経てFIREとともに正式加入。
- FIRE（ベース）

活動休止後は、Cloud Nine、the MARCY BAND、ザ・シンセサイザーズ、Dt.のベーシストとして活動。
- タラヲ（ドラムス）

## 概要・来歴
ロサンゼルスの音楽学校「ミュージシャンズ・インスティチュート」で知り合ったコータロー、FIRE、タラヲの3人が帰国後の1995年に結成。同年11月にミニ・アルバム『SUPERTRAPP』をリリース。
1997年2月、BMGジャパンから1stシングル『オートマな人々』でメジャーデビュー。同レーベルからシングル6枚、アルバム2枚をリリース。
2000年7月、自主レーベルであるSUCKINGFISH RECORDSからシングル『ローラーコースタージャンキー』をリリース後、同年活動休止。
2018年9月、Twitterのアカウントが開設され、ライブイベント「flat thirteen tokyo presents SUPER TRAPP LIVE 2018 “Bulldogs Do Jam”」を開催することを発表。

## タイアップ一覧
| 使用年 | 曲名                       | タイアップ                                       |
| ------ | -------------------------- | ------------------------------------------------ |
| 1997年 | オートマな人々             | テレビ朝日『mew』エンディングテーマ              |
| 1999年 | Check it out! Shake it up! | フジテレビ系月9ドラマ『パーフェクトラブ!』挿入歌 |